# Roberto Cherro
Roberto Eugenio Cherro, a volte riportato anche come Cerro (Barracas, 23 febbraio 1907 – Quilmes, 11 ottobre 1965), è stato un calciatore argentino, di ruolo attaccante.

## Biografia
Nacque il 23 febbraio 1907 a Barracas. A soli dieci anni, persuaso da suo fratello Felipe entra nel club del suo barrio natale, lo Sportivo Barracas. Per distinguerlo dal fratello maggiore fu soprannominato Cherrito. Il cognome originale era Cerro per via delle sue origini italiane, tuttavia fu ispanizzato in Cherro per facilitarne la pronuncia.

## Caratteristiche tecniche
Attaccante con talento, qualità tecnica e intelligenza, oltre che bravura nel dribbling, sorprendeva spesso gli avversari con imprevedibili giocate. Non aveva tuttavia un aspetto atletico a causa del peso, che si aggirava intorno agli 80 kg. Si definì un ammiratore di Manuel Seoane e si ispirò al suo stile di gioco. La sua bravura nel gioco aereo gli fece inoltre guadagnare il soprannome Cabecita de Oro (testa d'oro). Giocava sulla fascia sinistra.

## Carriera

### Club

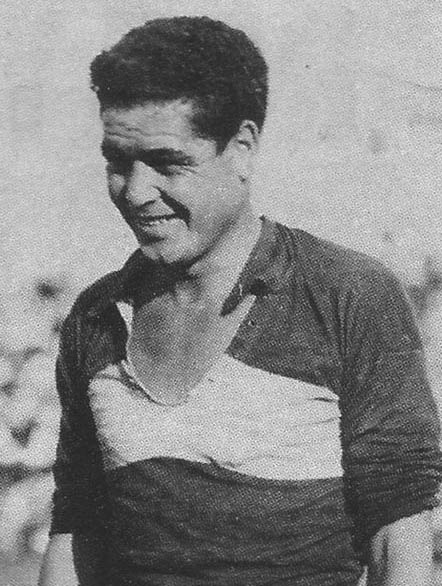
Cherro con la maglia del Boca

#### Sportivo Barracas, Ferro Carril Oeste e Barracas Juniors
Debuttò nella massima divisione con lo Sportivo Barracas a 17 anni, nel 1924, contro il Porteño, perdendo per 1-0. L'anno seguente milita nelle file del Ferro Carril Oeste, insieme a altri talenti quali Renato Cesarini, Pedro Suárez, Fortunato Grimoldi e Salvador D'Alessandro. Nel 1926, anche se per un breve periodo, ritornò nel suo barrio, militando nelle file del Barracas Juniors. Nello stesso anno si trasferì nella squadra dove finirà la carriera, ovvero il Boca Juniors.

#### Primi anni al Boca
Debuttò con gli Xeneizes il 14 marzo in un'amichevole contro il Temperley giocando come attaccante centrale. In quella partita mise a segno una doppietta nello 0-3 finale. Il debutto in campionato invece avvenne il 2 maggio, contro lo Sportivo Dock Sud, mentre sette giorni dopo marcò il primo gol in campionato, contro El Porvenir, tuttavia la squadra lasciò la federazione organizzatrice del torneo, la AAF, quindi questa partita non risulta nelle statistiche finali. Il 30 maggio, nella vittoria per 4-0 contro lo Sportsman, Cherro subì il suo primo infortunio in carriera: tornò in campo il 13 giugno nel pareggio per 0-0 contro il Colegiales. Dopo 9 partite in cui il giovane Cherro si mise in mostra con 11 gol, il 28 novembre nella goleada del Boca per 0-9 ai danni del Porteño, Cherro quando segnò il nono gol del Boca al 72' – quinto personale –, il capitano della formazione avversaria decise di ritirare la squadra. Il campionato vide primeggiare il Boca e Cherro in classifica marcatori con 22 gol in 20 presenze, seguito dal compagno di squadra Domingo Tarasconi. Lo stesso anno vinse la Copa Ibarguren contro il Belgrano di Rosario per 3-2, mettendo in rete il secondo gol del Boca; e la Copa Estímulo il 30 gennaio 1927 contro lo Sportivo Balcarce, segnando un'altra rete. La partita terminò cinque minuti in anticipo per via di un'aggressione del calciatore avversario Corona al guardalinee.
Il campionato 1927 per Cherro inizia il 27 marzo, disputando la partita terminata per 2-2 contro l'Excursionistas. Il primo gol in campionato arrivò il 10 aprile contro il San Fernando al 47'. Il 29 maggio realizzò una quaterna al San Isidro, e il 3 luglio, rimediò la sua prima espulsione in carriera: fu contro il Tallares all'84'. Il 4 dicembre vinse il primo Superclásico disputato con una vittoria di misura, arrivata per un suo gol al 6'. Il Boca a fine stagione non riuscì a difendere il precedente titolo, guadagnando un piazzamento dietro il trionfante San Lorenzo. Neanche Cherro riuscì a ripetersi capocannoniere, con 14 gol all'attivo.

### Nazionale
Cherro ottenne la prima convocazione in Nazionale per il Sudamericano del 1926, debuttò il 16 ottobre contro la Bolivia in cui mise a segno una doppietta nel risultato finale di 5-0. La partita successiva dell'Albiceleste contro il Paraguay, terminata per 8-0, vide Cherro marcare la seconda rete al 16'. Disputò le rimanenti due partite contro Uruguay e Cile senza andare a segno.
Dopo un'amichevole a reti inviolate contro la selezione portoghese nell'aprile del 1928, un mese dopo partecipò ai giochi olimpici. Totalizzò quattro gol, che servirono alla squadra per arrivare in finale, che tuttavia non disputò per un infortunio. L'anno seguente vinse il Sudamericano segnando un solo gol contro il Paraguay. Alla prima edizione dei mondiali, Cherro subì la stessa sorte delle Olimpiadi: disputò solo la partita contro la Francia a causa di un infortunio al ginocchio destro. Fu rimpiazzato da Stábile, il quale vinse la classifica marcatori con 8 gol.
Il 5 febbraio 1933 segnò una quaterna in un'amichevole che lo vide protagonista contro l'Uruguay. Disputò il suo ultimo torneo con la Nazionale, precisamente il Sudamericano, nel 1937, vincendo il titolo; tuttavia non segnò alcuna rete.

## Statistiche

### Presenze e reti nei club
| Stagione            | Squadra             | Campionato          | Campionato | Campionato | Coppe nazionali | Coppe nazionali | Coppe nazionali | Coppe continentali | Coppe continentali | Coppe continentali | Totale | Totale |
| Stagione            | Squadra             | Comp                | Pres       | Reti       | Comp            | Pres            | Reti            | Comp               | Pres               | Reti               | Pres   | Reti   |
| ------------------- | ------------------- | ------------------- | ---------- | ---------- | --------------- | --------------- | --------------- | ------------------ | ------------------ | ------------------ | ------ | ------ |
| 1924                | Sportivo Barracas   | CC                  | ?          | ?          | -               | -               | -               | -                  | -                  | -                  | ?      | ?      |
| 1925                | Ferro Carril Oeste  | PD                  | ?          | ?          | -               | -               | -               | -                  | -                  | -                  | ?      | ?      |
| 1926                | Barracas Juniors    | ?                   | ?          | ?          | -               | -               | -               | -                  | -                  | -                  | ?      | ?      |
| 1926                | Boca Juniors        | CC                  | 20         | 22         | CI+CE+CP        | 1+1+2           | 1+1+0           | -                  | -                  | -                  | 24     | 24     |
| 1927                | Boca Juniors        | PD                  | 23         | 14         | -               | -               | -               | -                  | -                  | -                  | 23     | 14     |
| 1928                | Boca Juniors        | PD                  | 28         | 32         | -               | -               | -               | -                  | -                  | -                  | 28     | 32     |
| 1929                | Boca Juniors        | CE                  | 12         | 8          | -               | -               | -               | -                  | -                  | -                  | 12     | 8      |
| 1930                | Boca Juniors        | PD                  | 34         | 37         | -               | -               | -               | -                  | -                  | -                  | 34     | 37     |
| 1931                | Boca Juniors        | PD                  | 30         | 19         | -               | -               | -               | -                  | -                  | -                  | 30     | 19     |
| Totale Boca Juniors | Totale Boca Juniors | Totale Boca Juniors | 147        | 132        |                 | 4               | 2               |                    |                    |                    | 152    | 134    |
| 1932                | Sportivo Barracas   | PD                  | ?          | ?          | -               | -               | -               | -                  | -                  | -                  | ?      | ?      |
| 1932                | Boca Juniors        | PD                  | 18         | 12         | CHBV            | 7               | 5               | -                  | -                  | -                  | 25     | 17     |
| 1933                | Boca Juniors        | PD                  | 20         | 7          | CCLA            | 1               | 0               | CHBV               | 3                  | 1                  | 24     | 8      |
| 1934                | Boca Juniors        | PD                  | 33         | 22         | -               | -               | -               | -                  | -                  | -                  | 33     | 22     |
| 1935                | Boca Juniors        | PD                  | 27         | 16         | -               | -               | -               | -                  | -                  | -                  | 27     | 16     |
| 1936                | Boca Juniors        | PD                  | 8          | 3          | -               | -               | -               | -                  | -                  | -                  | 8      | 3      |
| 1937                | Boca Juniors        | PD                  | 33         | 20         | -               | -               | -               | -                  | -                  | -                  | 33     | 20     |
| 1938                | Boca Juniors        | PD                  | 4          | 1          | -               | -               | -               | -                  | -                  | -                  | 4      | 1      |
| Totale Boca Juniors | Totale Boca Juniors | Totale Boca Juniors | 143        | 81         |                 | 8               | 5               |                    | 3                  | 1                  | 154    | 87     |
| Totale carriera     | Totale carriera     | Totale carriera     | 290+       | 213+       |                 | 12              | 7               |                    | 3                  | 1                  | 305+   | 221+   |

### Cronologia presenze e reti in nazionale
| Cronologia completa delle presenze e delle reti in nazionale ― Argentina | Cronologia completa delle presenze e delle reti in nazionale ― Argentina | Cronologia completa delle presenze e delle reti in nazionale ― Argentina | Cronologia completa delle presenze e delle reti in nazionale ― Argentina | Cronologia completa delle presenze e delle reti in nazionale ― Argentina | Cronologia completa delle presenze e delle reti in nazionale ― Argentina | Cronologia completa delle presenze e delle reti in nazionale ― Argentina | Cronologia completa delle presenze e delle reti in nazionale ― Argentina |
| Data                                                                     | Città                                                                    | In casa                                                                  | Risultato                                                                | Ospiti                                                                   | Competizione                                                             | Reti                                                                     | Note                                                                     |
| ------------------------------------------------------------------------ | ------------------------------------------------------------------------ | ------------------------------------------------------------------------ | ------------------------------------------------------------------------ | ------------------------------------------------------------------------ | ------------------------------------------------------------------------ | ------------------------------------------------------------------------ | ------------------------------------------------------------------------ |
| 16-10-1926                                                               | Santiago                                                                 | Argentina                                                                | 5 – 0                                                                    | Bolivia                                                                  | Campeonato Sudamericano de Football                                      | 2                                                                        |                                                                          |
| 20-10-1926                                                               | Santiago                                                                 | Argentina                                                                | 8 – 0                                                                    | Paraguay                                                                 | Campeonato Sudamericano de Football                                      | 1                                                                        |                                                                          |
| 24-10-1926                                                               | Santiago                                                                 | Uruguay                                                                  | 2 – 0                                                                    | Argentina                                                                | Campeonato Sudamericano de Football                                      | -                                                                        |                                                                          |
| 31-10-1926                                                               | Santiago                                                                 | Cile                                                                     | 1 – 1                                                                    | Argentina                                                                | Campeonato Sudamericano de Football                                      | -                                                                        |                                                                          |
| 1-4-1928                                                                 | Lisbona                                                                  | Portogallo                                                               | 0 – 0                                                                    | Argentina                                                                | Amichevole                                                               | -                                                                        |                                                                          |
| 29-5-1928                                                                | Amsterdam                                                                | Stati Uniti                                                              | 2 – 11                                                                   | Argentina                                                                | Olimpiadi 1928 - Ottavi di finale                                        | 3                                                                        |                                                                          |
| 2-6-1928                                                                 | Amsterdam                                                                | Belgio                                                                   | 3 – 6                                                                    | Argentina                                                                | Olimpiadi 1928 - Quarti di finale                                        | -                                                                        |                                                                          |
| 6-6-1928                                                                 | Amsterdam                                                                | Argentina                                                                | 6 – 0                                                                    | Egitto                                                                   | Olimpiadi 1928 - Semifinale                                              | 1                                                                        |                                                                          |
| 10-11-1929                                                               | Buenos Aires                                                             | Argentina                                                                | 4 – 1                                                                    | Paraguay                                                                 | Campeonato Sudamericano de Football                                      | 1                                                                        |                                                                          |
| 17-11-1929                                                               | Buenos Aires                                                             | Argentina                                                                | 2 – 0                                                                    | Uruguay                                                                  | Campeonato Sudamericano de Football                                      | -                                                                        |                                                                          |
| 15-7-1930                                                                | Montevideo                                                               | Francia                                                                  | 0 – 1                                                                    | Argentina                                                                | Mondiali 1930 - 1º turno                                                 | -                                                                        |                                                                          |
| 15-5-1932                                                                | Buenos Aires                                                             | Argentina                                                                | 2 – 0                                                                    | Uruguay                                                                  | Amichevole                                                               | -                                                                        |                                                                          |
| 5-2-1933                                                                 | Avellaneda                                                               | Argentina                                                                | 4 – 1                                                                    | Uruguay                                                                  | Amichevole                                                               | 4                                                                        |                                                                          |
| 30-12-1936                                                               | Buenos Aires                                                             | Argentina                                                                | 2 – 1                                                                    | Cile                                                                     | Campeonato Sudamericano de Football                                      | -                                                                        | 75’                                                                      |
| 16-1-1937                                                                | Buenos Aires                                                             | Argentina                                                                | 1 – 0                                                                    | Perù                                                                     | Campeonato Sudamericano de Football                                      | -                                                                        | 61’                                                                      |
| 30-1-1937                                                                | Buenos Aires                                                             | Argentina                                                                | 1 – 0                                                                    | Brasile                                                                  | Campeonato Sudamericano de Football                                      | -                                                                        | 46’                                                                      |
| 1-2-1937                                                                 | Buenos Aires                                                             | Argentina                                                                | 2 – 0                                                                    | Brasile                                                                  | Campeonato Sudamericano de Football                                      | -                                                                        | 46’                                                                      |
| Totale                                                                   |                                                                          | Presenze                                                                 | 17                                                                       |                                                                          | Reti                                                                     | 12                                                                       |                                                                          |

## Palmarès

### Club

#### Competizioni nazionali
- Campionato argentino: 5

Boca Juniors: 1926, 1930, 1931, 1934, 1935

### Nazionale
- Argento olimpico: 1

Amsterdam 1928
- Campeonato Sudamericano de Football: 2

Argentina 1929, Argentina 1937

### Individuale
- Capocannoniere della Copa Campeonato: 1

1926 (22 gol)
- Capocannoniere della Primera División (AAAF): 2

1928 (32 gol), 1930 (37 gol)